# 電影 王樣戰隊帝王者 冒險王國
《電影 王樣戰隊帝王者 冒險王國》（日语：映画 王様戦隊キングオージャー アドベンチャー・ヘブン），是日本特攝節目《王樣戰隊帝王者》於2023年7月28日上映的劇場版作品。
此外日本和台灣同步公開《假面騎士GEATS》劇場版《電影 假面騎士GEATS 四人的ACE與黑狐》。

## 概要
- 此作繼《電影版 獸拳戰隊激氣連者 NEINEI!HOHO!香港大決戰》後，第二部以「電影」為題名的風格作為開頭的《超級戰隊系列》劇場版作品。

## 故事
基拉的登基典禮即將要開始了。
忽然，有一些音樂傳來。來者竟是基拉在孤兒院失蹤多年的同伴-迪波妮卡，她現在自稱是「死亡之國的嚮導」。
原來，每一任守護國的國王在登基前，都會去到「死亡之國」冒險。
今天，迪波妮卡就是要帶基拉前往「死亡之國」。到底基拉、傑拉米和四位國王會在「死亡之國」經歷甚麼故事？

## 用語
死亡之國·哈卡巴卡
原文：

## 登場角色

### 王樣戰隊帝王者
基拉·哈斯提／ 鍬形蟲王者
演：酒井大成
阳马·盖斯特／ 蜻蜓王者
演：渡邊碧斗
姬野·兰／ 螳螂王者
演：村上愛花
璃塔·伽尼斯嘉／ 蝴蝶王者
演：平川結月
神乐崎·迪波斯琪／ 胡蜂王者
演：佳久創
傑拉米·布拉希利／ 蜘蛛古莫諾斯
演：池田匡志

### 本作登場角色
萊尼奧爾
演：中村獅童
修高達姆的初代國王。
黛波妮卡
演：佐倉綾音
死亡之國的嚮導，是基拉在孤儿院里的旧友。
在《國王战队帝王者》本篇第49话从死之国回归。
伊洛姬
演：雛形明子
陶夫的前任主君。
在《國王战队帝王者》本篇第37集复活。
过去于在位期间因赏识神乐崎所种的米，故而邀请其迁进城堡内居住甚至向其授予为“王”之道。后来在“神之怒”发生时得知其米粮则遭到投毒后，伊洛姬为保护豆弗的声誉而选择独占其米粮，而其举动亦因而引起其国民的抗争。随后伊洛姬在进食以毒粮制作的晚餐后便纵火焚烧城堡以烧毁余下的毒粮，更将其王之证明交予当时在场的神乐崎后便请求对方将之杀害，结果神乐崎却不敢下手，而伊洛姬最后亦葬身火海。
后来葛洛迪在成为豆弗的支配者时亦复活了伊洛姬，而伊洛姬却在城堡内与神乐崎单独谈话时再次要求对方将之杀害，然而最后在目睹神乐崎将葛洛迪击退后随即灰飞烟灭。
於《國王战队帝王者》本篇第49话从死之国回归，并代替受伤的卡古拉吉变身为胡蜂王者战斗。

## 製作團隊
- 原著 - 八手三郎
- 腳本 - 高野水登
- 音樂 - 坂部剛
- 動作監督 - 渡邊淳
- 監督 - 上堀內佳壽也